# Kunmingsjön
Kunmingsjön (kinesiska: 昆明湖) är en sjö i Kina. Den ligger i storstadsområdet Peking, i den nordöstra delen av landet. Kunmingsjön ligger 49 meter över havet. Arean är 1,1 kvadratkilometer. Runt Kunmingsjön är det i huvudsak tätbebyggt. Den sträcker sig 1,7 kilometer i nord-sydlig riktning, och 1,0 kilometer i öst-västlig riktning.
Genomsnittlig årsnederbörd är 694 millimeter. Den regnigaste månaden är juli, med i genomsnitt 226 mm nederbörd, och den torraste är januari, med 2 mm nederbörd.